# اسلوپ کلاس روساریو
اسلوپ کلاس روساریو (به انگلیسی: Rosario-class sloop) یک کلاس از اسلوپ‌ها است که طول آن ۱۶۰ فوت ۱۰ اینچ (۴۹٫۰۲ متر) می‌باشد.